# Okdiario
Okdiario est un site d'actualité espagnol fondé en septembre 2015 par le journaliste Eduardo Inda. Sa ligne éditoriale se situe dans le spectre libéral, ainsi que dans la défense de l'unité de l'Espagne.

## Présentation
Eduardo Inda a créé le site après avoir quitté son poste de directeur adjoint du journal El Mundo, en ayant recours aux indemnités qu'il a reçues lors de son départ du quotidien. L'année suivante, l'entreprise éditoriale qui publie le journal reçoit 300 000 euros de l'organisation gouvernementale ENISA, sous couvert de prêt dans des conditions particulièrement avantageuses, et ceci malgré ses comptes déficitaires.
D'après la compagnie comScore, en décembre 2017, Okdiario serait le sixième site d'information le plus lu en Espagne. Néanmoins, une étude de l'université de Valence de novembre de la même année le plaçait en tête des moyens de communication les moins crédibles.
Okdiario se présente comme un défenseur du libéralisme économique et de l'unité de l'Espagne face aux nationalismes régionaux. En revanche, d'autres médias et analystes ont défini Okdiario comme un média d’extrême droite,. Une autre étude estime que la ligne éditoriale du journal est de droite et néolibérale, bien qu'elle souligne surtout le « ton belliciste » avec lequel le journal a combattu les partis de gauche depuis sa fondation, en particulier Podemos, Unidas Podemos, Más País et Catalunya en Comú. Le média a été plusieurs fois condamné en justice pour diffamation à l'encontre de ces formations politiques.
Okdiario a été accusé par d'autres médias de manipuler l'actualité pour créer des controverses et d'être un « outil de désinformation » contre des formations politiques telles que Podemos,.